# Simanthedon linsleyi
Simanthedon linsleyi là một loài Hymenoptera trong họ Apidae. Loài này được Zavortink mô tả khoa học năm 1975.